# Hoffmanns tvåtåiga sengångare
Hoffmanns tvåtåiga sengångare (Choloepus hoffmanni) är ett däggdjur som förekommer i Central- och Sydamerika. Artens trivialnamn och artepitet syftar på den tyska naturforskaren Karl Hoffmann.

## Kännetecken
Denna sengångare når en kroppslängd mellan 55 och 70 cm samt en vikt mellan fyra och åtta kilogram. Svansen är rudimentär eller saknas helt. Pälsen består av tät underull och upp till 15 cm långa täckhår. Täckhåren har gulbrun till mörkbrun färg. Ofta upplevs pälsen som grönaktig eftersom många alger lever bland håren som ger djuret ett bra kamouflage. Hårens mittbena ligger på buken så att vattnet rinner av när individen hänger med buksidan vänd uppåt.
De främre extremiteterna är något längre än de bakre. Som namnet antyder finns två tår på framfoten och tre på bakfoten. Tårna har långa böjda klor som ger bättre grepp när djuret hänger i trädgrenar. Till skillnad från de flesta andra däggdjuren som alla har sju halskotor (två andra undantag är manater och tretåiga sengångare) har Hoffmanns tvåtåiga sengångare 5 till 8 halskotor.
Arten utvecklar inga mjölktänder, istället växer de permanenta tänderna hela livet. Tändernas spetsar nöts kontinuerligt ned av födan. Ungdjurens tänder är alla konformiga. Senare liknar den första tanden i varje käkhalva andra däggdjurs hörntänder. Mellan dessa "hörntänder" och kindtänderna bildas en större lucka (diastema). Antalet tänder är tio i överkäken och åtta (i sällsynta fall tio) i underkäken.

## Utbredning och habitat
Artens utbredningsområde är uppdelat i två från varandra skilda populationer. Den första förekommer från Honduras och Nicaragua till västra Colombia och nordvästra Ecuador (väster om Anderna). Den andra lever i Peru, Bolivia och västra Brasilien.
Habitatet utgörs av regnskogar i låglandet och bergstrakter upp till 3 300 meter över havet. I sällsynta fall vistas de på gräsmarker med buskar.

## Levnadssätt
Individerna är aktiva framför allt mellan skymning och gryning och hänger nästan hela livet upp och ned från trädgrenar. De sover, upptar föda och föder sina ungar i denna position. Hoffmanns tvåtåiga sengångare klättrar bara ned till marken för att avsöndra urin och avföring samt för att byta träd. Varje individ lever vanligen ensam och de olika könen träffas bara under parningstiden. Bara för honor iakttogs tillfälliga grupper.
Arten är nästan uteslutande växtätare. Födan utgörs bland annat av löv, unga växtskott, frukter och rötter. På grund av födans ringa näringsvärde är djurets ämnesomsättning mycket låg. Vuxna individer äter i genomsnitt 350 gram växtdelar per dag. I normalfallet befinner sig födan i mag- tarmsystemet under två dagar.
Honor blir könsmogna efter 3 år som tidigast och hannar efter 4 till 5 år. Parningen sker vanligen under regntiden och honan har ett särskilt läte för att ropa efter hannar. När två hannar träffas vid samma hona uppstår ibland strider. I vissa fall vilar det befruktade ägget före den egentliga dräktigheten som uppskattas till 11,5 månader. Ungdjuret väger vid födelsen 350 till 450 gram och klamrar sig sedan fast i moderns päls. Ungen dias en till två månader och efter 6 till 9 månader gör den små utflykter på egen hand, men stannar nära modern i ungefär 2 år.
I naturen blir Hoffmans tvåtåiga sengångare i genomsnitt 12 år gammal, individer i fångenskap har blivit upp till 32 år gamla.

## Hot
På grund av artens kamouflage och skarpa klor har den bara ett fåtal naturliga fiender, som harpyja, jaguar, ozelot och andra skogslevande kattdjur samt större ormar.
Denna sengångare hotas liksom andra djur i regnskogen av skogsavverkningar och andra förändringar av levnadsområdet. Den jagas i måttligt omfång av ursprungsbefolkningen för köttets skull och fångas ibland för att sälja den som sällskapsdjur. På grund av det jämförelsevis stora utbredningsområde listas arten av IUCN som livskraftig (least concern).